# Miles Hobby
El Miles M.13 Hobby fue un pequeño monoplano de ala baja construido para participar en carreras y para investigación en el Reino Unido, justo antes de la Segunda Guerra Mundial. Monoplaza monomotor, acabó sus días en el túnel del viento del Royal Aircraft Establishment.

## Diseño y desarrollo

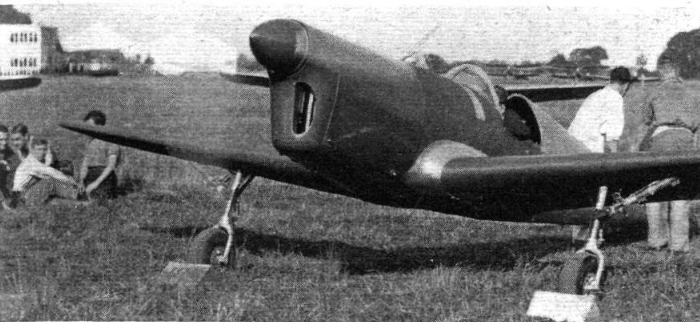
Vista de tres cuartos.

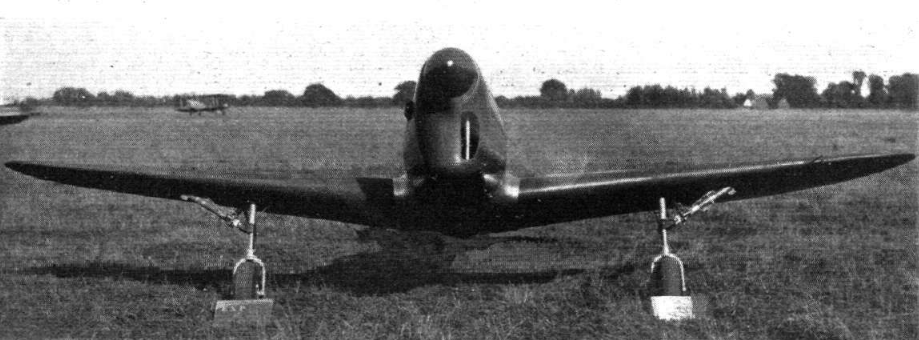
Vista frontal.

El Hobby, llamado como muchos otros aviones diseñados por F. G. Miles por un ave rapaz, era un pequeño monoplano de ala baja en voladizo propulsado por un motor lineal invertido De Havilland Gypsy Mayor 2 de 108 kW (145 hp), moviendo una hélice bipala de paso variable. Estaba ideado como competidor de carreras y como avión de investigación aerodinámica. Era un avión de madera con estructuras de abeto tanto del fuselaje como de las superficies de vuelo, con un recubrimiento de contrachapado de abedul y un recubrimiento final de tela tratada. Era poco usual, particularmente para un monoplano, el tener menos envergadura que longitud. Sólo el timón estaba compensado por superficie. La cabina del piloto, colocada en el borde de fuga del ala, estaba cerrada y pulcramente acristalada para su época con un parabrisas de una única pieza de Perspex y una cubierta separada. El Hobby estaba equipado con flaps y con un tren de aterrizaje retráctil, ambos operados hidráulicamente. Las patas del tren de aterrizaje principal estaban montadas casi a mitad de la cuerda, dando un amplio ancho de vía, y cuando se retraían las ruedas quedaban completamente ocultas por una combinación de carenados en las patas del tren de aterrizaje y un carenado separado que rellenaba el hueco semicircular restante. Llevaba un patín de cola en la parte trasera.

## Historia operacional
Los documentos de la Autoridad de Aviación Civil (CAA) muestran que fue matriculado (como G-AFAW) el 26 de abril de 1937, pero parece que no voló hasta principios de septiembre, pilotado por F. G. Miles en el aeródromo de Woodley. Eso sucedió sólo unos pocos días antes de la carrera aérea de la Copa del Rey de 1937, en la que estaba inscrito. Desafortunadamente, problemas con el novedoso mecanismo de retracción del tren de aterrizaje evitaron su terminación a tiempo para volar en las carreras eliminatorias, celebradas el 10 de septiembre. Fue capaz de hacer una demostración en Hatfield el día siguiente, cuando se celebraba la final de la Copa del Rey. A pesar de esta decepción, el Hobby fue usado por Miles para realizar vuelos experimentales hasta la siguiente primavera. Fue dado de baja en el registro en abril de 1938, pero luego fue vendido al RAE para realizar pruebas de túnel de viento, permitiendo la pequeña envergadura que cupiera dentro. Más tarde fue posible comparar las medidas realizadas en el túnel con las realizadas en condiciones de vuelo libre.

## Especificaciones
Referencia datos: Lukins y Russell, 1945

### Características generales
- Tripulación: Uno (piloto)
- Longitud: 6,9 m (22,7 ft)
- Envergadura: 6,5 m (21,4 ft)
- Altura: 2,6 m (8,4 ft)
- Superficie alar: 7,3 m² (78 ft²)
- Peso vacío: 517 kg (1139,5 lb)
- Peso cargado: 693 kg (1527,4 lb)
- Planta motriz: 1× motor lineal invertido de 4 cilindros refrigerado por aire de Havilland Gipsy Major 2.
  - Potencia: 108 kW (149 HP; 147 CV)
- Hélices: Bipala

### Rendimiento
- Velocidad máxima operativa (Vno): 320 km/h (199 MPH; 173 kt) (estimada)

## Aeronaves relacionadas

### Secuencias de designación
- Secuencia M._ (interna de Miles): ← M.9A - M.11 - M.12 - M.13 - M.14 - M.15 - M.16 →